# 1930년대
1930년대는 1930년부터 1939년까지를 가리킨다.
인류 역사상 최대의 경제 위기에서 시작되어 인류 역사상 최대의 전쟁의 시작으로 끝난 연대이며, 전세계적으로 경제 침체, 파시즘을 위시로 한 극단주의 정치 세력의 활개로 인하여 세계 평화가 지켜지지 않았던 시기로 기억된다.

## 연표
- 1930년:
  - 대공황의 영향으로 독일 국가의회 선거에서 국가사회주의 독일 노동자당 득표율이 18.3%로 급증.
  - 클라이드 톰보가 명왕성 발견.
  - 마하트마 간디의 소금 사티아그라하로 영국령 인도 제국에서 불복종 운동이 전개됨.
  - 브라질에서 쿠데타로 정권 전복.
  - 하일레 셀라시에가 에티오피아 제국 황제로 즉위.
  - 1930년 FIFA 월드컵 개최.

- 1931년:
  - 중국 대홍수로 약 250만 명 사망.
  - 엠파이어 스테이트 빌딩 완공.
  - 성조기가 미국의 국가로 지정됨.
  - 스페인 제2공화국 수립.
  - 마오쩌둥의 중화소비에트공화국 수립.
  - 웨스트민스터 헌장으로 영국 연방 설립.
  - 만주사변으로 일본군이 만주를 점령.
- 1932년:
  - 프랭클린 D. 루스벨트가 미국 대통령으로 당선.
  - 에이먼 데 벌레라가 아일랜드 자유국 집행평의회 의장으로 취임.
  - 독일 국가의회 선거에서 국가사회주의 독일 노동자당이 제1당으로 부상.
  - 태국에서 입헌군주제 수립.
  - BBC 월드 서비스 방송 시작.
  - 중성자 발견.
  - 린드버그 납치사건.
- 1933년:
  - 아돌프 히틀러가 독일 총리로 취임.
  - 미국에서 뉴딜 시작.
  - 독일과 일본이 국제 연맹을 탈퇴.
  - 미국의 니카라과 점령 종결.
  - 미국 금주법 폐지.
- 1934년:
  - 오스트리아 내전에서 파시스트가 승리.
  - 마오쩌둥이 장정을 시작.
  - 미군의 아이티 점령 종결.
  - 아돌프 히틀러가 장검의 밤으로 당과 국가의 권력을 장악.
  - 파울 폰 힌덴부르크 대통령 사망으로 아돌프 히틀러가 독일 총통으로 집권.
  - 보니와 클라이드 일당이 경찰에게 사살됨.
  - 존 딜린저가 연방수사국에게 사살됨.
- 1935년:
  - 제2차 이탈리아-에티오피아 전쟁이 하일레 셀라시에가 망명하고 에티오피아 제국이 점령되면서 종결.
  - 페르시아가 국호를 이란으로 변경.
  - 윌리엄 라이언 매켄지 킹이 캐나다 총리로 당선.
  - 뉘른베르크법 시행.
- 1936년:
  - 스페인 내전 시작.
  - 이오지프 스탈린의 대숙청 시작.
  - 에드워드 8세가 영국 왕이자 인도 황제로 즉위하나, 곧 동생 조지 6세에게 왕위를 이양.
  - 후버 댐 완공.
  - 유대인 이주에 반대하여 영국 위임통치령 팔레스타인에서 반란.
  - 이탈리아 왕국이 에티오피아 제국을 병합.
  - 태즈메이니아주머니늑대 멸종.
- 1937년:
  - 중일 전쟁 개전, 난징 대학살 일어남.
  - 네빌 체임벌린이 영국 총리로 취임.
  - 최초의 애니메이션 장편 영화인 백설 공주와 일곱 난쟁이 개봉.
  - 조지 거슈윈과 모리스 라벨 사망.
  - 힌덴부르크 참사.
- 1938년:
  - 독일의 오스트리아 병합.
  - 뮌헨 협정으로 체코슬로바키아가 독일에게 넘어감.
  - 대숙청 종결.
  - 수정의 밤.
  - 타임 지에서 아돌프 히틀러를 올해의 인물로 선정.
  - DC 코믹스에서 슈퍼맨이 최초로 등장.
- 1939년:
  - 스페인 내전 종결,
  - 프란시스코 프랑코 집권.
  - 독일-소련 불가침 조약.
  - 독일의 폴란드 침공으로 제2차 세계 대전 개전.
  - 소련의 폴란드 침공.
  - 교황 비오 12세 선출.
  - 지그문트 프로이트 사망.

## 같이 보기
- 전간기
- 제2차 세계 대전 이전 사건 연표
- 나치 독일이 병합한 지역
- 제2차 세계 대전의 외교사
- 가장 위대한 세대